# Фріц Шліпер
Фріц Отто Альберт Шліпер (нім. Fritz Otto Albert Schlieper; 4 серпня 1892 — 4 червня 1977) — німецький штабний офіцер і воєначальник, генерал-лейтенант вермахту. Кавалер Лицарського хреста Залізного хреста.

## Біографія
Син директора кооперативу Макса Франца Шліпера і його дружини Клари, уродженої Дуди. Старший брат генерал-майора Франца Шліпера, також кавалера Лицарського хреста Залізного хреста.
24 лютого 1911 року вступив в Прусську армію. Учасник Першої світової війни. Після демобілізації армії залишений в рейхсвері. З 26 серпня 1939 року — начальник Генштабу 13-го військового округу, з 23 жовтня 1939 року — командування прикордонної охорони «Центр». З 1 листопада 1939 по 25 листопада 1940 року — обер-квартирмейстер 18-ї армії. З 27 квітня 1941 по 27 лютого 1942 року — командир 45-ї піхотної дивізії. З 15 квітня 1942 по 1 серпня 1944 року — начальник німецької військової місії в Словаччині і німецький генерал при словацькому міністерстві оборони. З 17 серпня 1944 року — командир 2-го спеціального штабу ОКГ. 9 травня 1945 року взятий в полон союзниками. 24 грудня 1947 року звільнений.

## Звання
- Фанен-юнкер (24 лютого 1911)
- Фенріх (18 жовтня 1911)
- Лейтенант (18 серпня 1912; патент від 23 серпня 1910)
- Оберлейтенант (27 січня 1916)
- Гауптман (1 травня 1922)
- Майор (1 жовтня 1931)
- Оберстлейтенант (1 квітня 1934)
- Оберст (1 березня 1936)
- Генерал-майор (1 листопада 1939)
- Генерал-лейтенант (1 листопада 1941)

## Нагороди
- Залізний хрест
  - 2-го класу (березень 1915)
  - 1-го класу (вересень 1917)
- Хрест «За вірну службу» (Шаумбург-Ліппе) (1917)
- Почесний хрест ветерана війни з мечами
- Медаль «За вислугу років у Вермахті» 4-го, 3-го, 2-го і 1-го класу (25 років)
- Медаль «У пам'ять 13 березня 1938 року»
- Медаль «У пам'ять 1 жовтня 1938» із застібкою «Празький град»
- Застібка до Залізного хреста
  - 2-го класу (16 травня 1940)
  - 1-го класу (28 травня 1940)
- Лицарський хрест Залізного хреста (27 грудня 1941) — нагороджений генералом піхоти Бодевіном Кейтелем.
- Медаль «За зимову кампанію на Сході 1941/42»